# Cléo Palacio-Quintin
Cléo Palacio-Quintin, née en 1971, est compositrice, flûtiste et improvisatrice.

## Biographie
Doctorante en composition ,, elle est la première femme à obtenir un doctorat en composition électroacoustique à l’Université de Montréal (2012),. Elle active au sein du Centre interdisciplinaire de recherche en musique, média et technologies (CIRMMT).
Depuis 1999, lors de ses études au  Conservatoire de La Haye, aux Pays-Bas, elle développe ses instruments, les hyper-flûtes, qui sont des flûtes augmentées de capteurs lui permettant de contrôler le traitement en temps réel du son de celle-ci,,. Fiolûtröniq, dont elle est la directrice artistique, produit des concerts qui mettent de l'avant ces instruments,,.
Elle compose principalement de la musique de chambre avec médias. L'improvisation et le traitement en temps réel sont généralement au cœur de ses œuvres.
Flûtiste, elle joue dans plusieurs ensembles, y compris l'ensemble SuperMusique, et en solo.

## Sélection d'œuvres
- 2003-2017 : Résonance Kandinsky,  pour hyper-flûtes, violoncelle, percussions et électronique[5]
- 2019 : Spationautes, pour ensemble de musiciens-improvisateurs, bande électroacoustique octophonique et projections interactives, finaliste aux Prix Opus, Concert de l’année musique actuelle, électroacoustique[9]
- 2019 :  Aléas: Révélations des pierres muettes, partition vidéographique pour ensemble de musiciens improvisateurs, création par l'ensemble SuperMusique, finaliste Prix Opus Création de l'année 2019[10].

## Résidences
Compositrice en résidence à la Chapelle historique du Bon-Pasteur à Montréal (2009 à 2011)

## Publications
- Circuit, vol. 27, 2017, chap. 1
- Circuit, vol. 26, 2016, chap. 2
- Circuit, vol. 26, 2016, chap. 1
- Circuit, vol. 25, 2015, chap. 2
- Circuit, vol. 25, 2015, chap. 1
- Circuit, vol. 24, 2014, chap. 3
- Circuit, vol. 24, 2014, chap. 2
- Circuit, vol. 23, 2013, chap. 3
- Circuit, vol. 23, 2013, chap. 1

## Discographie
(avril 2021).

### Apparitions et collaborations
- Nébuleuse
- Archipel Imaginaire II  sur l'album du Quatuor Bozzini, À chacun sa miniature
- La marée dans la bouche sur la compilation Musicworks 109
- Avec le début et la fin (avec Pascal Boudreault) sur la compilation Sang 9
- Les accords intuitifs
- Jeux de pistes
- Famille
- Les Porteuses d’Ô
- Les Lucioles
- Commutation

## Récompenses
- 2008 Director’s Interdisciplinary Excellence Prize [1]
- 2011, Prix Opus Compositeur de l’année[6]